# Riverside
Riverside — польський рок-гурт, утворений 2001 року у Варшаві. Спочатку гурт складався з басиста Маріуша Дуди, гітариста Петра Грудзиньського, барабанщика Петра Козерадського та клавішника Яцека Мельницького.

## Історія

### Початок. Out of Myself

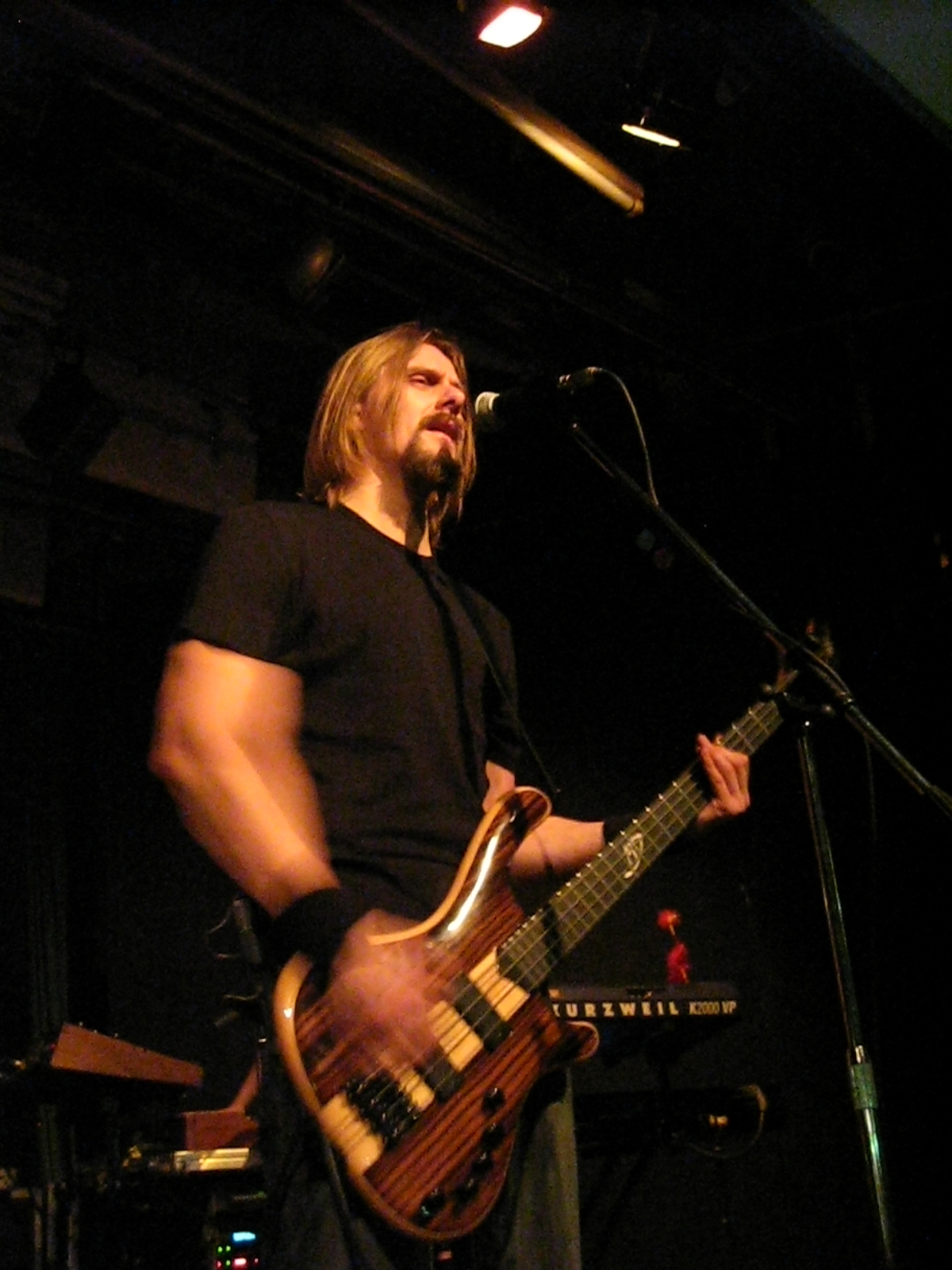
Маріуш Дуда

Початок групи стався, коли Петро Грудзиньский зіграв у машині щось з Marillion Петру Козерадському. У той час, поки барабанщик Петро 'Mittloff' Козерадский грав у двох дез-метал-групах, Domain і Hate, Петро Грудзиньский був гітаристом в інший метал-групі, Unnamed, обидва вони проявляли інтерес до прогресивного року. Вони товаришували з продюсером і клавішником Яцеком Мельницким, у якого, до того ж, була власна студія. Утрьох вирішили поекспериментувати з прогресивної музикою та запросили мультиінструменталіста Маріуша Дуду, вокаліста групи Xanadu, який погодився відвідувати репетиції восени 2001 року на прохання Яцека.
Після кількох репетицій музиканти зрозуміли, що стали залучені в щось дуже специфічне. Під час однієї з репетицій Маріуш показав свій вокальний талант. Іншим музикантам сподобалися його вокальні імпровізації, і Маріуш став вокалістом та басистом групи. У жовтні 2002 року група відіграла кілька концертів у Варшаві. 300 копій їх демозаписів розійшлися практично миттєво — музиканти розіслали їх на радіо станції і рекорд-лейбли, а решту роздали друзям і фанатам, що відвідали їх концерт у клубі Kopalnia в березні 2003 року. Яцек хотів продовжити сольну кар'єру і наприкінці року пішов з групи.
Інші члени групи залишилися мікшувати свій перший альбом Out of Myself. Він був випущений в Польщі наприкінці 2003 року. Успіх альбому на батьківщині і концерти призвели до релізу альбому у вересні наступного року на американському лейблі Laser's Edge. На цей раз альбом вийшов з обкладинкою від Тревіса Сміта, художника, який працював з Opeth, Anathema і Девіном Таунсендом.
Out of Myself виграв в номінації «найкращий дебют» багатьох журналів і сайтів, у тому числі таких, як Metal Hammer і Belgium Prog-Nose.

### Voices In My Head і Second Life Syndrome
Після успіху свого дебютного альбому, Out of Myself, група почала працювати над EP, названим Voices In My Head — ексклюзивним релізом для Польщі, випущеними лейблом Mystic Productions. Перший іноземний концерт був цей на фестивалі Progpower в голландському місті Баарло. Публіка була вражена і скупила всі наявні в наявності диски. У результаті групою зацікавився лейбл InsideOut Music.
Першим альбомом, випущеним на головному прог-роковому лейблі, став Second Life Syndrome в жовтні 2005 року. Альбом мав великий успіх, піднявся на 62-е місце на Prog Archives [Архівовано 7 червня 2019 у Wayback Machine.] в категорії «топ-100 найкращих прог-альбомів» і був одним з найпопулярніших альбомів 2005-го. 2006 року EP Voices In My Head, раніше випущений тільки в Польщі, був перевиданий на лейблі InsideOut з трьома бонусними концертними треками з дебютного альбому. У цьому ж році, 24 червня, група відіграла свій перший заокеанський концерт в Бетлехемі (штат Пенсільванія) у США. Незабаром після цього музиканти почали записувати матеріал для свого третього студійного альбому — заключній частині трилогії Reality Dream Series.

### Rapid Eye Movement і Lunatic Soul

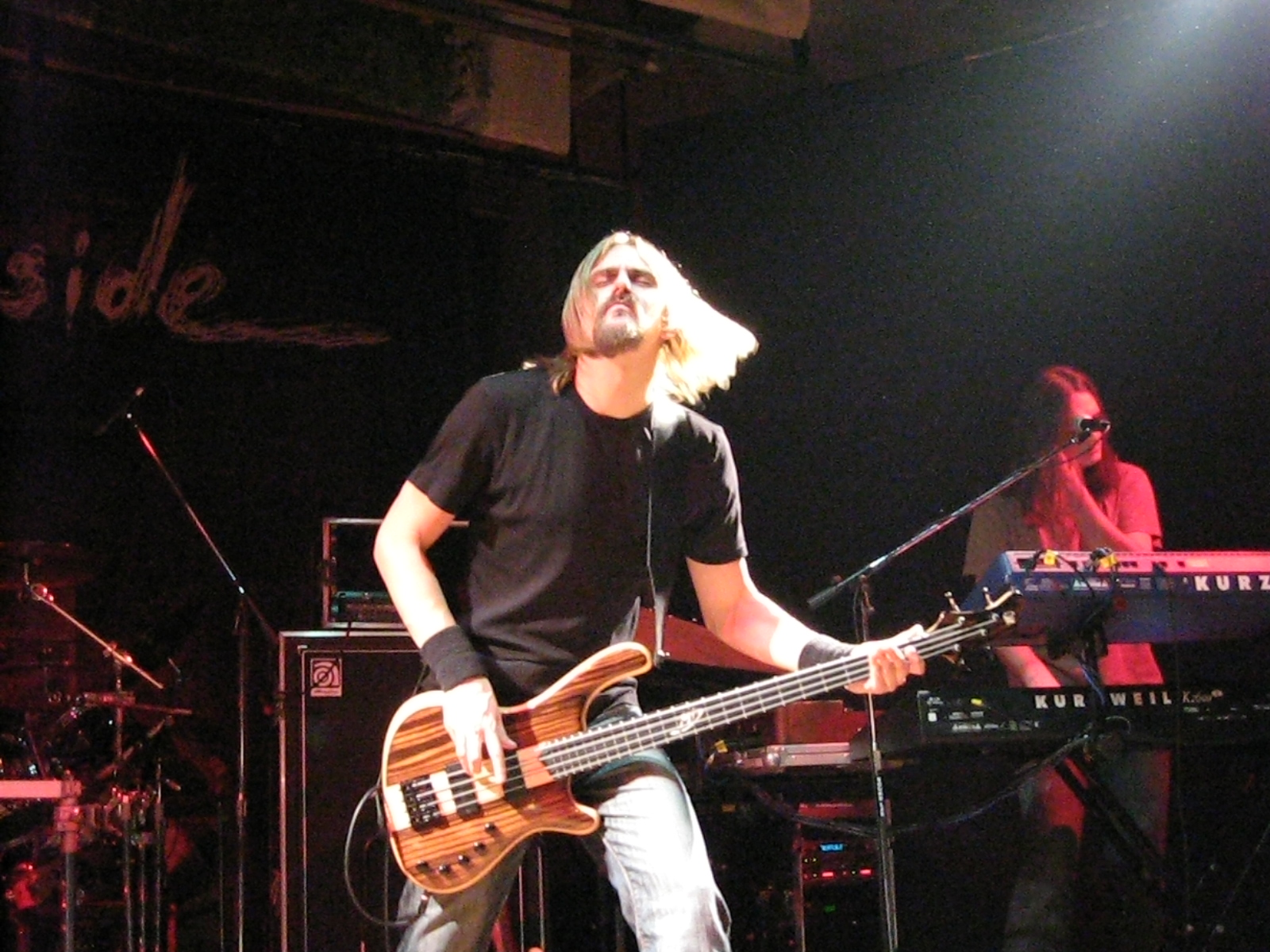
Концерт у Lydney Town Hall (2007)

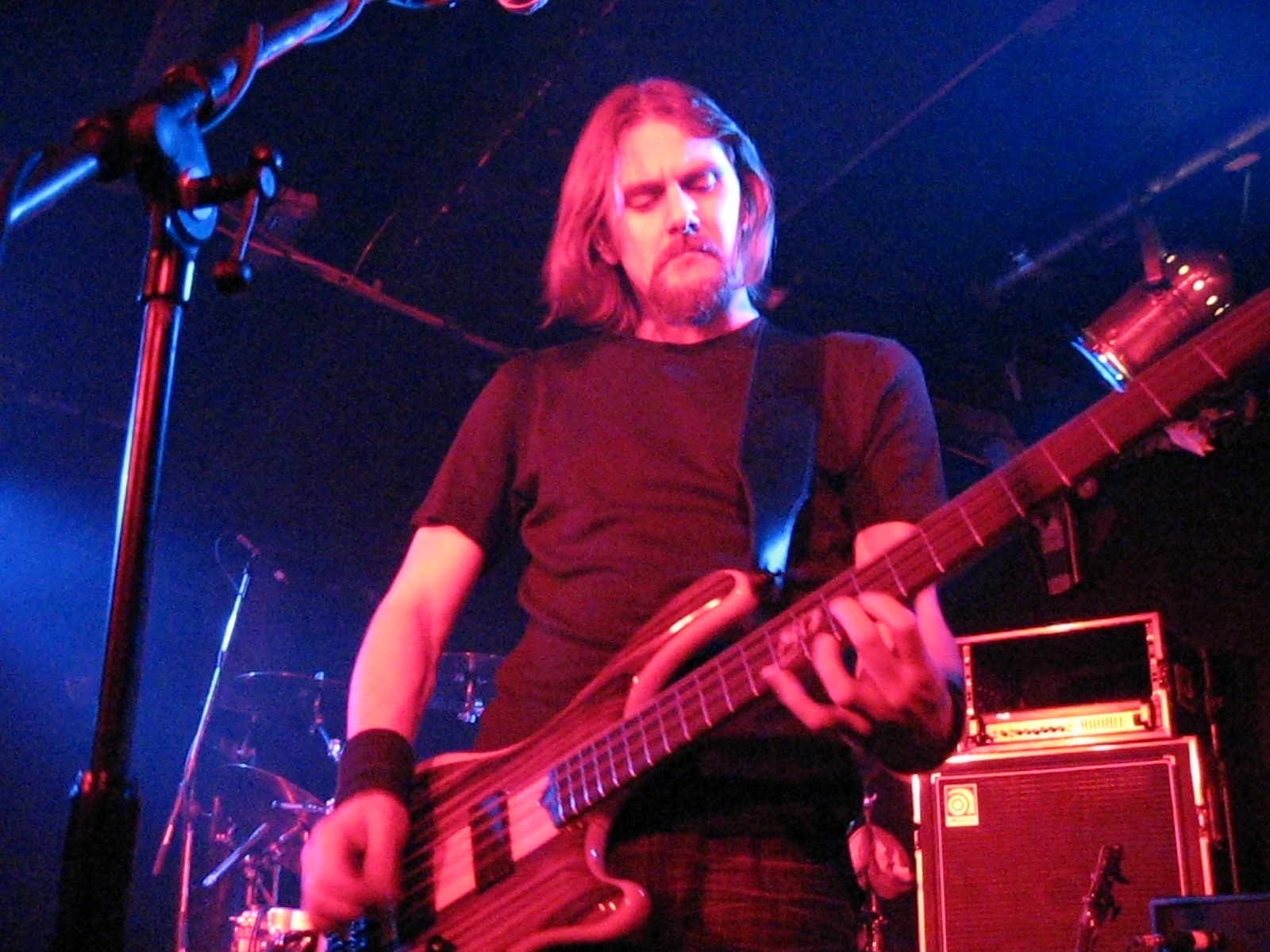
Концерт у Camden, наприкінці 2007 року

У жовтні 2007 року група випустила альбом Rapid Eye Movement. Європейський реліз мав дев'ять стандартних треків, але американці отримали дві версії альбому. Перша містила дев'ять пісень з альбому плюс три пісні з синглу 02 Panic Room. Цей сингл був ексклюзивним для Mystic Productions, тому практично недоступний заокеанським фанатам. Інша версія складалася з двох дисків: один з дев'ятьма альбомными треками і другий, з трьома сингловими піснями і двома новими, атмосфернішими композиціями.
Згодом у 2011 році цей альбом увійшов складовою частиною до трилогії з шести дисків під загальною назвою «Reality Dream Trilogy». При цьому у другій диск цього подвійного альбому «Rapid Eye Movement II» група окрім раніше виданих п'яти композицій включила ще одну шосту композицію — Rainbow Trip із синглу «Schizophrenic Prayer», який у 2008 році так само ексклюзивно був виданий у Польщі компанією Mystic Production. Перед релізом альбому 2007 року Riverside супроводжували Dream Theater в їх європейському турі, залучаючи нових фанатів.
Водночас Маріуш Дуда випустив дебютний альбом свого нового проєкту, Lunatic Soul. Цей альбом був випущений лейблом Kscope 13 жовтня 2008 року. У планах групи був випуск концертного DVD з шоу в Лодзі, реліз відбувся у 2009 році на InsideOut під назвою Live in Lodz — Reality Dream Live.

### Anno Domini High Definition
Квартет закінчив новий альбом, «Anno Domini High Definition». Маріуш так оцінив новий альбом 27 січня 2009 року:
«Ми їдемо з Варшави, ми змінили студію і продюсера. Ми глибоко зацікавлені у створенні послідовного запису, і саме тому в альбомі всього п'ять пісень. Матеріал буде енергійним, різноманітним, і — я на це сподіваюся — відповідатиме концертним виступам. Це буде історія про рідку сучасність, життя в постійному поспіху, стресі і тривозі про майбутнє. Картина нашого часу в роздільності 1920 x 1080.»

«We have gone from Warsaw, we have changed the studio and the producer. We care deeply about creating a coherent record and that is why most probably there are only going to be 5 songs on it. The material will be energetic, multifarious, and — I hope so — very good for live performances. It will be a story about liquid modernity, life in a constant hurry, stress and anxiety about the future. A picture of our times in 1920 x 1080 definition.»

Альбом був випущений в Польщі на Mystic Productions 15 червня 2009 року. Anno Domini High Definition став найпродаванішим альбомом в Польщі і посів перше місце в чартах. Вихід альбому в Європі був запланований на 6 червня, в Північній Америці — на 28-е. На підтримку альбому був проведений світовий тур, що закінчився двома успішними концертами в Росії (Санкт-Петербург і Москва) 12 і 13 грудня. Група запустила новий блог annodomninihighdefinition.com  [Архівовано 10 квітня 2019 у Wayback Machine.], де можна відстежувати процес запису їх альбому.

### S. O. N. G. S.: Shrine Of New Generation Slaves
2 березня 2012 року на офіційному сайті групи з'явилося повідомлення, про початок запису п'ятого повноформатного альбому:
«Після останніх релізів Memories In My Head і Reality Dream Trilogy, що вийшли в минулому році, і успішного туру, присвяченого 10-річчю групи, Riverside розпочинає роботу над новим альбомом.
Вважаю, настав час для якогось нового звучання, каже Маріуш Дуда, тобто - зовсім нового. На останньому EP не було жодних нових музичних віянь, це було швидше щось схоже на повернення до наших коренів. Цією платівкою ми остаточно поставили крапку на тому періоді. Пора освоювати нову стежку, і вона не буде в музичному відношенні продовженням ні вищезазначеного EP, ні навіть ADHD. Що з цього вийде — побачимо. Тепер те, що ми вже склали, представляється нам дуже відкритим: народилося багато приголомшливих мелодій, повернулася акустична гітара, а металеві рифи перетворилися на фатальніші. Якщо не напортачим з матеріалом, вийде зрілий і потужний альбом, один з кращих записаних нами, якщо не найкращий.
У цьому році група зосередиться на записі нового альбому, який заплановано випустити до кінця 2012 — початку 2013 року. Це означає, що нам доведеться почекати трохи, щоб отримати те, що ми хочемо. Однак, для нетерплячих є добрі новини: усі новини, що стосуються студійної роботи, будуть публікуватися у спеціальному блозі www.riversideband.pl.

Останній повноформатник групи Anno Domini High Definition вийшов в 2009 році. Новий альбом, чиє ім'я ми скоро дізнаємося, буде випущений в різних частинах світу під лейблом Century Media/Inside Out, а також польським лейблом Mystic Production. Група оновила свої контракти з цими лейблами на найближчі два релізи.»
Незабаром на офіційному сайті з'являється відеоповідомлення, у якому група в неофіційній обстановці коротко розповідає, як просувається запис альбому, а на задньому фоні Міхаль Лапай, якого не видно на екрані, запускає фрагмент однієї з нових пісень.
Слідом за відеоповідомленням з'являється короткий звіт зі студії, в якій повідомляється, що група повернулася до своєї рідної студії в Серакосі (саме там створювалися всі три альбоми з трилогії Reality Dream) і працювала зі своїми старими, добре знайомими звукоінженерами — Магдою та Робертом Сржедніцькими.
6 вересня стало відомо назва альбому — Shrine Of New Generation Slaves, яка, за словами фронтмена гурту, попри свою певну хитромудрість, розкривається в акронімі (скорочення) S. O. N. G. S. (англ. song — «пісня»).
19 листопада був оголошений трек-лист альбому і дата його релізу (21 січня 2013 року), а також була представлена обкладинка. 17 грудня вийшов перший і єдиний сингл з альбому — Celebrity Touch; слідом за цим з'явилася інформація про графік виступів групи в рамках нового туру, який отримав назву «New Generation Tour 2013».
15 січня вийшов кліп на пісню Celebrity Touch — другий кліп (після «02 Panic Room») за всю історію групи. Перший реліз альбому відбувся в п'ятницю 18 січня 2013 року в Німеччині, Австрії, Швейцарії та Норвегії. Потім протягом трьох днів з 21 по 23 січня альбом вийшов в інших частинах Європи: Великій Британії, Бельгії, Нідерландах, Іспанії, Франції тощо. 25 січня вийшов реліз в Австралії, Новій Зеландії та Фінляндії; 5 лютого — в Північній Америці.

### Love, Fear and the Time Machineі смерть Петра Грудзиньского
Шостий повноформатний альбом гурту Love, Fear and the Time Machine був випущений у вересні 2015 року. Обсяг продажів його перевищив продажі попередніх альбомів за межами Польщі.
21 лютого 2016 року у віці 40 років помер гітарист групи Петро Грудзиньский. Відомо, що ввечері попереднього дня він відвідував концерт групи the Winery Dogs у Варшаві. 4 березня на офіційній сторінці групи з'явилося повідомлення про те, що Петро помер від раптової зупинки серця. У зв'язку з цим Riverside оголосили про скасування запланованого гастрольного туру на підтримку альбому Love, Fear and The Time Machine. 10 березня 2016 року група анонсувала новий альбом, компіляцію інструментальних номерів, приурочений до дня народження Петра Грудзиньского 15 березня.
Навесні 2017 року Riverside повернулися до живих виступів. Місце концертного гітариста зайняв Мацей Меллер, однак, не приєднався до групи як постійний учасник: Riverside прийняли рішення залишатися як тріо.
У грудні 2017 року група розпочала працювати у студії над новим альбомом. Запис більшості гітарних партій взяв на себе Маріуш Дуда, хоча взяти участь як гості змогли гітаристи Мацей Меллер і Матеуш Овчарек, а також скрипаль Михайло Йелонек. Альбом «Wasteland» офіційно вийшов 28 вересня 2018 року, і отримав постапокаліптичну тематику (Дуда зазначив, що на цей раз його надихала книга Кормака Маккарті «Дорога» та ігри серії «Fallout»).
У лютому 2020 року група оголосила, що гітарист Мацей Меллер увійшов до офіційного складу групи, і Riverside після завершення туру Wasteland Tour знов у вигляді квартету розпочне роботу над восьмим студійним альбомом.

## Стиль
Стиль Riverside можна описати як прогресивний рок з елементами металу. Критики порівнюють їх музику з такими групами, як Pink Floyd, Porcupine Tree, Marillion, Anathema, Opeth і Green Carnation.

The entire cd keeps constantly that high level, the dark side of Anathema, Opeth and Green Carnation, the song structures of Porcupine Tree and the symphonic fragments of Pink Floyd or Marillion.

До альбому Fear and the Time Machine (2015) стиль групи еволюціонував у прогресивний рок з елементами ембієнту та електронної музики: звук став м'якшим, насиченим електронними клавішними та семплірованими ударними та звуковими ефектами.

## Склад

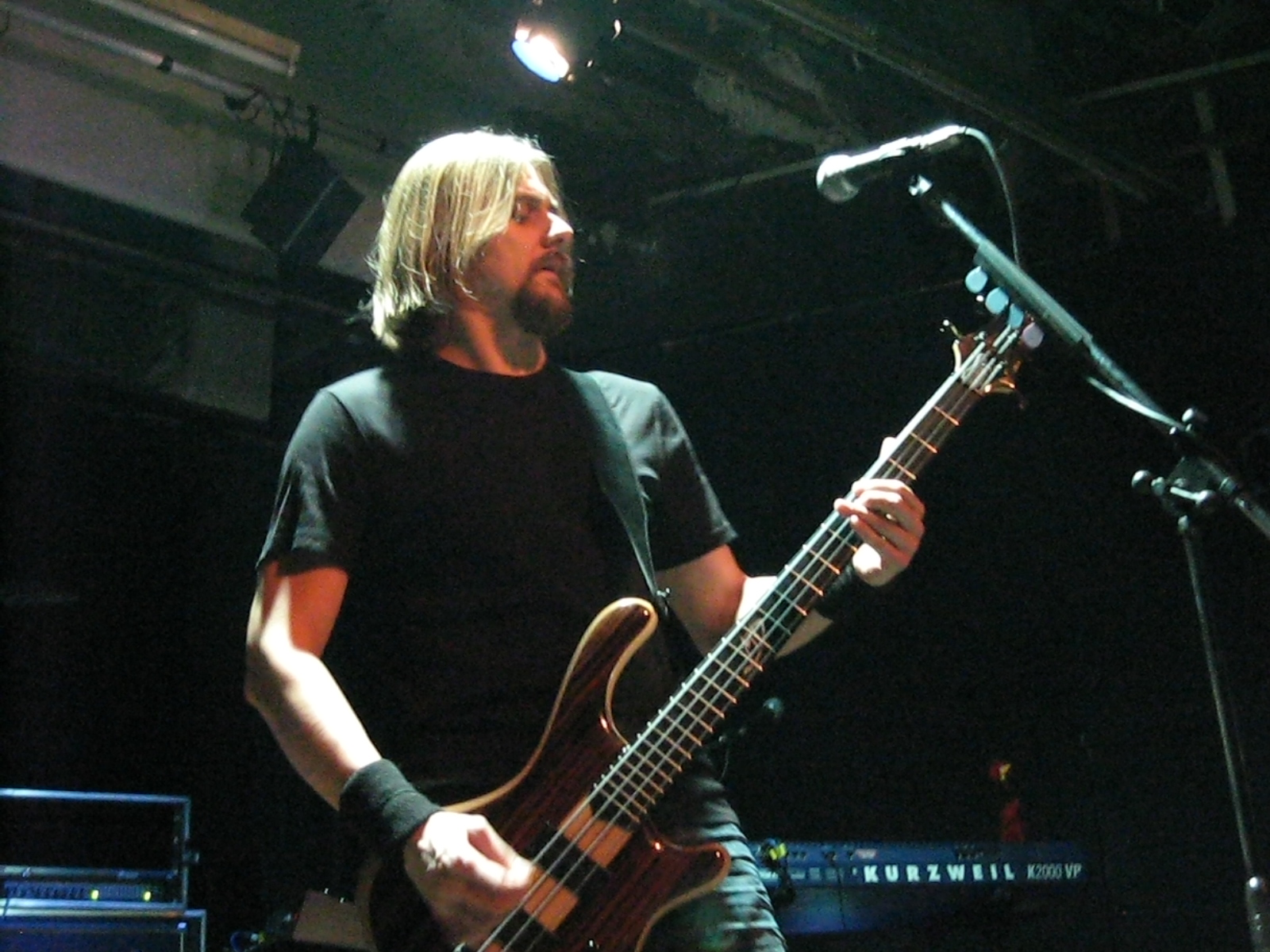
Маріуш Дуда, 2007

### Поточний склад
- Маріуш Дуда (Mariusz Duda) — вокал, бас-гітара, акустична гітара (з 2001), гітара (2016—2020)
- Петро Козерадский (Piotr Kozieradzki) — ударні (з 2001)
- Міхал Лапай (Michał Łapaj) — клавішні, бек-вокал (з 2003)
- Мацей Меллер (Maciej Meller) — гітара (з 2020, концертний гітарист у 2017—2020)

### Колишні учасники
- Яцек Мельницький (Jacek Melnicki) — клавішні (2001—2003)
- Петро Грудзиньский (Piotr Grudziński) — гітара (2001—2016, помер у 2016 р.)

## Дискографія

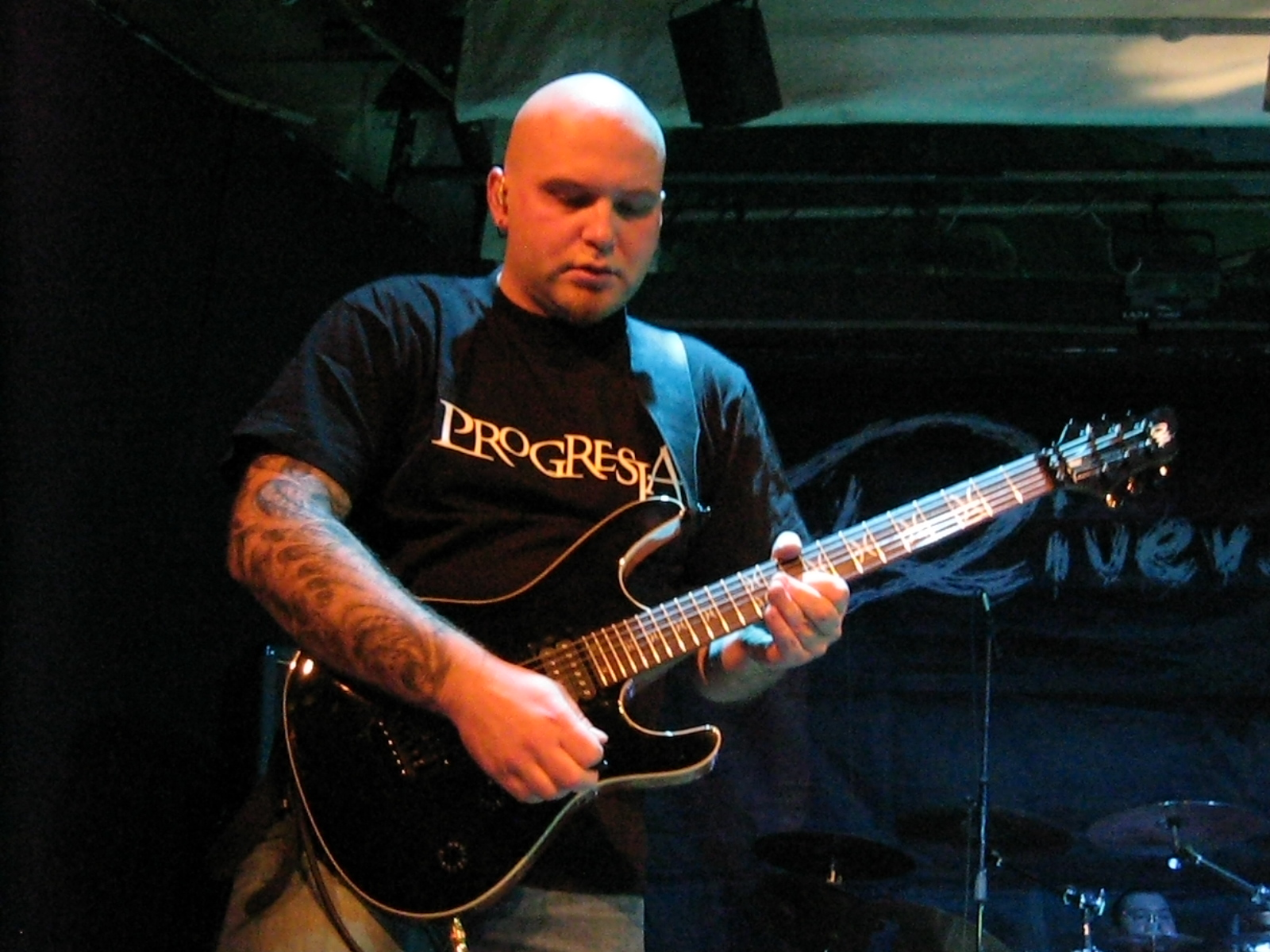
Петро Грудзиньский, 2007

### Студійні альбоми
- Riverside (demo) (2002)
- Out of Myself (2003/2004)
- Voices in My Head (2005)
- Second Life Syndrome (2005)
- Rapid Eye Movement (2007)
- Second Live Syndrome II (2008) — live
- Rapid Eye Movement II (2007/2008)
- Anno Domini High Definition (2009)
- Reality Dream Trilogy (6CD) (2011)
- Shrine of New Generation Slaves (2013)
- Love, Fear and the Time Machine (2015)
- Eye of the Soundscape (2016)
- Wasteland (2018)
- ID.Entity (2023)

### EP
- Voices In My Head (2005)
- Schizophrenic Prayer (2008)
- Memories In My Head (2011)

### Концертні альбоми
- Reality Dream — (2008)

### DVD
- Live in Lodz — Reality Dream Live (2009)
- Live in Paradiso (Amsterdam) 2008 — Reality Dream Tour (2009)
- Reality Dream (2009)

### Сингли
- Loose Heart (2003)
- Conceiving You (2005)
- 02 Panic Room (2007)
- Schizophrenic Prayer (2008)
- Celebrity Touch (2012)
- River Down Below (2018)
- Lament (2018)